# 3つの街の物語
『3つの街の物語』（3つのまちのものがたり）は、TBS・BS-TBS共同制作の単発テレビドラマ。2015年（平成27年）6月7日にTBSで、6月24日にBS-TBSで放送された。
2015年（平成27年）に創業40周年を迎えたローソンを舞台とする1話完結の3本立てオムニバスドラマ。

## 収録作品

### Episode-1 朝陽町店「父と子」
東郷 明弘（とうごう あきひろ）〈42〉
演 - 石丸幹二
Episode-1の主人公。元コンサルタント。上司と対立して（本人曰く「気が合わなかった」ため）大手コンサルティング会社を退職し、かつての職場でのコンサルタントとしての技術を活かして父親の英雄がオーナーをしている群馬県朝陽町のローソンの経営を立て直す。その後も在庫の仕入れ内容を独断で変えたり回転率が悪いという理由でコーヒーをセルフにしようとするが、父の怒りを買ってしまい対立する。しかし、朝陽町がゲリラ豪雨に見舞われて店が避難所代わりになった際、父が目指すコンビニについて改めて知ることになる。
東郷 英雄（とうごう ひでお）〈68〉
演 - 高橋元太郎
明弘の父親。ローソン朝陽町店のオーナー。明弘との仲は非常に悪く、自身の店を勝手に私物化しようとする息子に反発するが、その直後に発作で病院に搬送される。その後、病室のテレビでゲリラ豪雨のニュースが流れた際、息子を見かねて店に向かおうとするが恵美に止められる。
東郷 恵美（とうごう えみ）
演 - 霧島れいか
明弘の妻。義父である英雄の病室へ見舞いに訪れ、夫を見かねて店に向かおうとする英雄を引き止めた。
山県（やまがた）
演 - 山田明郷
ローソン朝陽町店の常連客で、「山県医院」の院長。英雄を「ヒデ」と呼んでいることから相当古い付き合いらしい。
他：工藤阿須加、馬場徹、大谷英子、川合諒、内藤トモヤ、しのへけい子、藤原智之、天野剛、伊藤隆太、草村礼子

### Episode-2 林間南店「大福おばさん」
五十嵐 里美（いがらし さとみ）〈39〉
演 - 吉田羊
Episode-2の主人公。ローソン林間南店で日勤のパートとして働くベテランクルー。病気になった母親の介護のために2ヶ月間休業していた。
松田 まり子（まつだ まりこ）〈63〉
演 - 松原智恵子
茂の妻で、里美が職場復帰する1ヶ月前からクレーマーとなった女性。いつも豆大福しか買わないため『大福おばさん』と呼ばれている。
松田 茂（まつだ しげる）
演 - 佐々木勝彦
まり子の夫。ローソンの豆大福が好物である。脳梗塞で亡くなった。生前、里美とは面識があった。
柳田 陽一郎（やなぎだ よういちろう）
演 - 山本涼介
ローソン林間南店のアルバイト。まり子のクレームに振り回されている。
中村 杏奈（なかむら あんな）
演 - 伊藤梨沙子
ローソン林間南店のアルバイト。陽一郎と同様、まり子のクレームに振り回されている。
他：黒田浩史

### Episode-3 新宿北5丁目店「PM10:30の女性客」
犬伏 一真（いぬぶし かずま）〈24〉
演 - 溝端淳平
Episode-3の主人公。ローソン新宿北5丁目店の夜勤アルバイト。元は日勤で新藤誠のアシスタントも兼任していたが、ミスを連発した上に新藤にお払い箱にされ1ヶ月間休業し、カメラマンの夢も挫折しかけていた。しかし、千尋が留学時の別れ際に放ったある言葉を聞いたことで新藤に説得して職場復帰し、最終的には彼の撮影した写真や名前が雑誌に載るにまで至る。
及川 千尋（おいかわ ちひろ）〈21〉
演 - 小嶋陽菜（AKB48（当時））
Episode-3のもう一人の主人公でヒロイン。夜の10時30分にローソン新宿北5丁目店に来店している、ファッションに憧れる女子大生。新藤のファンであり、いつも彼が撮影した写真が掲載されている雑誌やコーヒーを買っている。大学生でありながら両親に内緒で夜間のファッション専門学校に通っていたが後にそのことが両親に知られ勘当、同時に大学も中退しパリへ留学するが、3ヶ月後に帰国した。
向井 光男（むかい みつお）
演 - 松尾諭
一真の先輩アルバイト。本人曰く脱サラしたらしい。一真に千尋を口説こうとアドバイスしている。後にローソン社内認定資格「コーヒー・ファンタジスタ」を取得する。
新藤 誠（しんどう まこと）
演 - 三浦誠己
有名カメラマン。一真の師匠であり、ミスを繰り返す一真をお払い箱にする。一真曰くフォトグラファーだと自負し、カメラマン呼ばわりされると怒るらしい。終盤で職場復帰を決意した一真に説得され、最終的に彼の腕前を認める。
一真の母
演 - 野間洋子（声の出演）
実家でカメラマン修行をしている一真の身を案じ、いつも新藤が撮影した写真が掲載されている雑誌を買って息子の名前を探している。

## スタッフ
- 特別協力 - ローソン
- 脚本 - 神田優、穴吹一朗、三好昭央
- 企画 - 伊與田英徳
- プロデューサー - 齊藤彩奈
- 演出 - 田中健太（2,3話）
- 総合演出 - 福澤克雄（1話）
- 劇中雑誌協力：宝島社、玄光社
- ロケ協力 - 比企フィルムコミッション、文化服装学院、東松山市関口邸
- 製作著作 - TBS、BS-TBS

## ネット局・放送時間
| 放送対象地域 | 放送局             | 放送期間                  | 放送日時           | 備考   |
| ------------ | ------------------ | ------------------------- | ------------------ | ------ |
| 不明         | TBSほかTBS系列27局 | 2015年（平成27年）6月7日  | 日曜 16:00 - 16:54 | 製作局 |
| 日本全域     | BS-TBS             | 2015年（平成27年）6月24日 | 水曜 19:00 - 19:54 | 製作局 |

## DVD
2016年（平成28年）1月8日にTBS（発売）とTCエンタテインメント（販売）からDVDがローソンとHMV限定で発売された。日本語字幕が搭載されており、映像特典として本ドラマの見どころ映像が収録されている。レンタルも同時に開始されたが、レンタル版では映像特典は収録されていない。